# Szmolenszki terület
A Szmolenszki terület (oroszul Смоленская область [Szmolenszkaja oblaszty]) az Oroszországi Föderációt alkotó jogalanyok egyike (szubjektum), önálló közigazgatási egység. A Központi szövetségi körzethez tartozik. Székhelye Szmolenszk.

## Természetföldrajz
Az ország nyugati határán, a Dnyeper felső folyása mentén terül el. Északon a Pszkovi és a Tveri, keleten a Moszkvai és a Kalugai, délen a Brjanszki terület, délnyugaton és nyugaton Fehéroroszország, annak is Vicebszki- és Mahiljovi területe határolja.
Területe 49 800 km². Legnagyobb kiterjedése észak-déli irányban 250 km, nyugati-keleti irányban 280 km.

### Domborzat, vízrajz
A Kelet-európai-síkvidék középső és nyugati vidékén fekszik. Legnagyobb része a Szmolenszk–Moszkvai-hátságot, egy kisebb, északi része a Vjazmai-hátságot fogalja magában. Középső és keleti területe mélyen bevágódó folyóvölgyek által tagolt dombvidék. Északnyugaton az utolsó jégkorszakban keletkezett morénahátak húzódnak. A felszín átlagos magassága kb. 220 m, legmagasabb pontja 319 m (Vjazmai-hátság).
A terület 60%-a a Dnyeper, 25%-a a Volga, 15%-a a Nyugati-Dvina vízgyűjtőjéhez tartozik. Az északi határ közelében indul útjára Szmolenszk folyója, a Dnyeper, itteni szakaszának hossza 504 km. A területen ered egyik legnagyobb mellékfolyója, a Gyeszna is, valamint számos kisebb mellékfolyója, köztük a Vop és a déli vízfolyások vizeit összegyűjtő Szozs. A Volga medencéjéhez tartozik a Vazuza és az Oka mellékfolyója, az Ugra. A Nyugati-Dvina egy rövid szakasza az északnyugati vidéken folyik keresztül. Környékén a morénahátak között a jégkorszakból visszamaradt tavak rendszere húzódik (Szavickoje-, Veliszto-, Kaszplja-tó stb.) A folyókon összesen 13 víztározó épült, közülük legnagyobb az északi határnál, a Vazuza folyón. A Gyesznán létesített 42 km²-es víztározó a helyi atomerőmű hűtését szolgálja.

### Éghajlat
Éghajlata mérsékelten kontinentális. Az éves középhőmérséklet 3,5 °C és 5 °C között alakul. A leghidegebb hónap, a január középhőmérséklete –9 °C, a júliusé 17 °C. A fagymentes napok száma átlag 125-148 körül mozog, a napi középhőmérséklet az év 213-224 napján fagypont fölött marad. A csapadék évi mennyisége vidékenként változóan 530–650 mm; 2/3 része eső, 1/3 része hó. Állandó hótakaró többnyire december elején alakul ki és április elejéig megmarad.

### Növény- és állatvilág

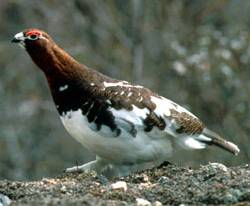
Sarki hófajd (A fotó az USA egyik nemzeti parkjában készült)

A terület a vegyes erdők övezetében fekszik, felszínének kb. 40%-át borítja erdő, 1/3 részben fenyőerdő. A védett nemzeti parkban a fenyvesek aránya 40% (28% luc- és 12% erdeifenyő); a lombos fajok közül uralkodó a nyír (31%), az égerfa) és a nyárfa, továbbá tölgy, kőris, juhar és hárs is gyakran fordul elő.
Állatvilágára a központi régiókban általánosan elterjedt fajok jellemzők, az emlősök közül: vaddisznó, jávorszarvas, őz, vörös róka, farkas, hermelin, nyúl, nyest, menyét stb. Gyakori halfajok: menyhal, a dévérkeszeg, csuka, sügér. A nemzeti parkban 57 féle emlőst és 190 madárfajt tartanak nyilván. A ragadozómadarak között gyakran feltűnik a fehérfarkú rétisas, a szirti sas, a vándorsólyom, a kígyászölyv. Ritkán előfordul nagy sárszalonka, fürj, fogoly, sarki hófajd, kék vércse is.

### Természetvédelem
1992-ben az északnyugati Gyemidovi és Duhovscsinai járás területein Szmolenszki tóvidék (Szmolenszkoje poozerje) néven nemzeti parkot alakítottak ki. Négy különböző egysége közül az egyik fokozottan védett terület, a park közel 7%-a. A 146 200 hektáros park 74%-a vegyes erdő. 35 kisebb-nagyobb tava közül legnagyobb vízterületű az Akatovszkoje-tó (604 ha), leghíresebb az erdővel benőtt apró szigetekkel tűzdelt, 16 m mély Szapso (304 ha). A parkot 2002-ben bioszféra-rezervátummá nyilvánították.

## Történelem
Az I. évezred közepétől már a szláv krivicsek lakták a vidéket. Szmolenszk első írásos említése 863-ból való. 882-ben Oleg kijevi fejedelem hódította meg. A „görögöktől a varjágokig vezető” fontos víziút, a Dnyeper mentén létrejött Szmolenszki fejedelemség virágkorát a 12. században élte, ezt követően azonban gyakori háborúskodások színhelyévé vált. A 14. században a litvánok befolyása alá került, majd 1404-ben el is foglalták.
A 16. század eleje a litván-orosz háborúskodással telt: 1514-ben az orosz sereg elfoglalta Szmolenszk városát, de a háború csak nyolc év múlva ért véget; a város a vidék egy részével együtt orosz kézen maradt. 1611-ben Szmolenszket hosszú ostrom után a lengyelek foglalták el, és a „zavaros időszakot” lezáró békeszerződés a területet az ő kezükre juttatta. A helyzeten az 1632-34-es szmolenszki háború sem változtatott. Végül a 20 éves orosz-lengyel háborút lezáró andruszovói békében (1667) a lengyelek lemondtak a korábban megszerzett területekről, Szmolenszkkel és vidékével együtt. 1708-ban megalakult a Szmolenszki kormányzóság, területén 17 várossal.
A napóleoni háborúk idején a térség újabb háború színhelye volt és sokat szenvedett. Az első vasútvonal (Orjol és Vicebszk között) 1868-ban készült el. A szovjet korszakban, a térségben megszüntetett kormányzóságok helyén kialakították a Nyugati területet, majd annak részeiből hozták létre a (mainál jóval nagyobb) Szmolenszki területet mint közigazgatási egységet 1937. szeptember 27-én.
A második világháború idején, 1941-ben Szmolenszk körül különösen súlyos harcok dúltak. Mire a város 1943. szeptember 27-én visszafoglalták a szovjetek, egész ipara, lakóépületeinek mintegy 93%-a romokban hevert.
A második világháború alatt a megszálló német csapatok a Szmolenszktől 18 km-re fekvő Katiny erdejében hatalmas tömegsírra bukkantak. A  katinyi vérengzés áldozatait jeltelen gödrökbe temették, több mint tízezer meggyilkolt lengyel katona maradványait tárták fel.

## Népesség
A terület lakossága 1 005 900 fő (2006), ebből a városban lakók aránya 71% (2006). A népsűrűség 20,2 fő/km² (2006).
Nemzetiségi összetétel a 2002-es népszámlálási adatok szerint (ezer fő):
oroszok (980,1); ukránok (17,4); beloruszok (16,2); örmények (3,9); cigányok (3,0); tatárok (2,4); azeriek (2,4); zsidók (1,4); németek (1,1). (A többi nemzetiség 1 000 fő alatt.)

### A legnépesebb települések
A lélekszám 2006. január 1-jén (ezer fő):
- Szmolenszk – 317,9
- Vjazma – 56,0
- Roszlavl – 55,9
- Jarcevo – 50,7
- Szafonovo – 46,0
- Gyesznogorszk –	31,9
- Gagarin – 27,4
- Verhnyednyeprovszkij –	13,8
- Dorogobuzs – 11,7
- Jelnya – 10,2
- Rudnya –	9,7

## Közigazgatás
A terület élén a kormányzó áll.
- Viktor Nyikolajevics Maszlov: 2002. június 7. – 2007. december 18.

Elektromérnöki diplomát szerzett. 1975-ben elvégezte a KGB főiskoláját, majd a szmolenszki atomerőműben állambiztonsági feladatokat látott el. 25 évig a szervezet, illetve jogutódja szolgálatában állt, utoljára vezérőrnagyi rangban. Amikor 2002 májusában a Szmolenszki terület vezetője lett, kilépett a szolgálatból. 2005-ben Vlagyimir Putyin elnök előterjesztése alapján a helyi Duma képviselői kormányzónak választották. Idő előtt távozott hivatalából.
- Szergej Vlagyimirovics Antufjev: 2007. december (18.) 24. – 2012. április 20.
- Alekszej Vlagyimirovics Osztrovszkij: 2012. április (20.) 26. óta.

2006 óta a Szmolenszki területen 350 helyi önkormányzat működik. Közülük 2 városi körzet (gorodszkoj okrug) és 25 járás (rajon), továbbá 25 városi község (gorodszkoje poszelenyije) és 298 falusi község (szelszkoje poszelenyije). A városi körzetek és a járások a következők:

### Városi körzetek
- Szmolenszk város
- Gyesznogorszk város

### Járások

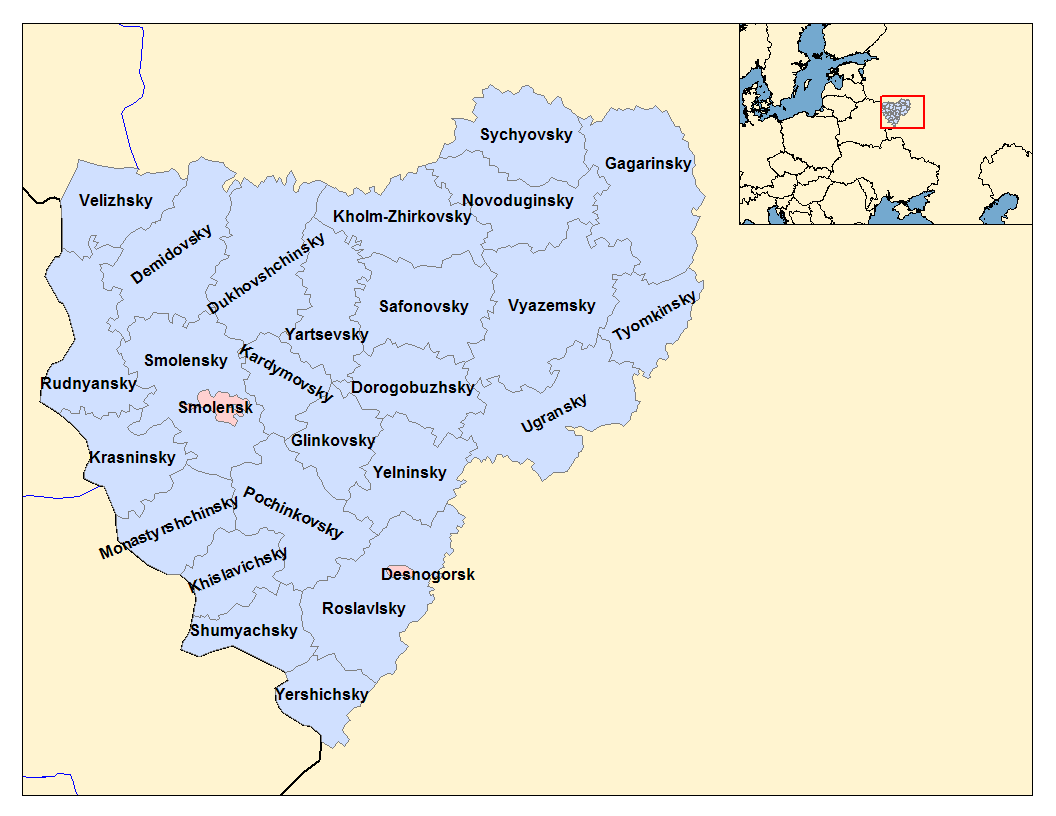
A Szmolenszki terület járásai

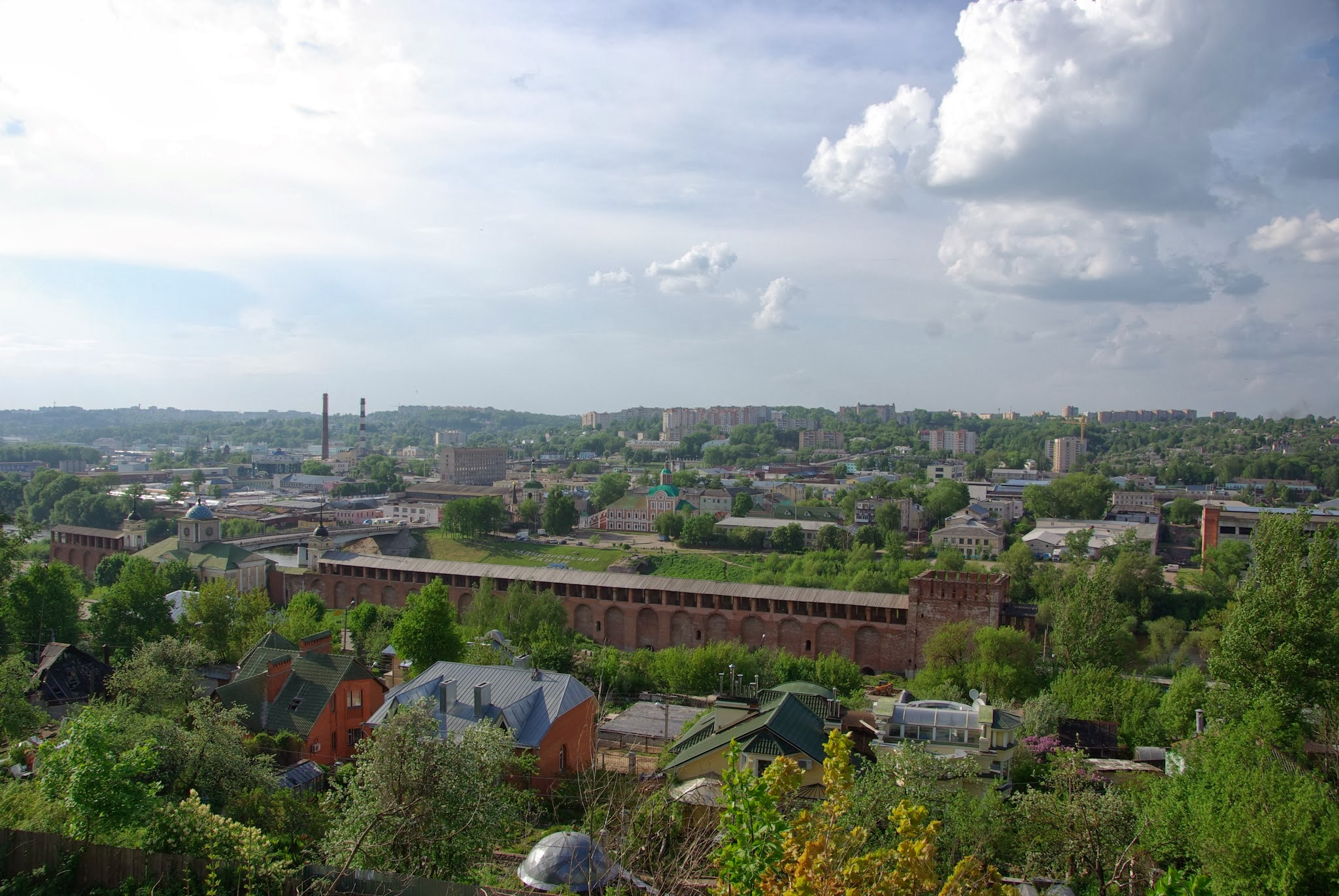
Szmolenszk

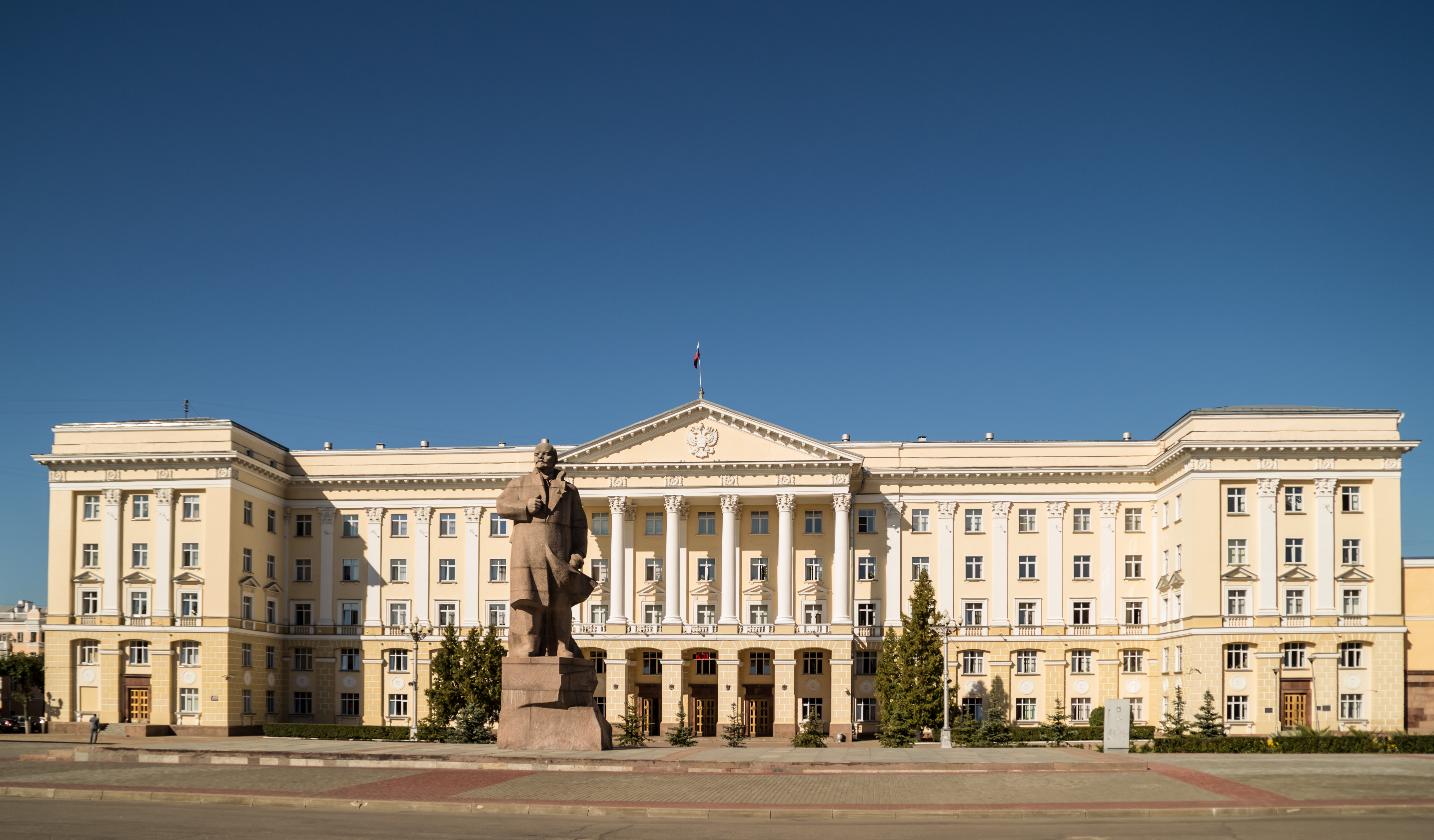
A területi közigazgatás központja (Szovjetek Háza) Szmolenszkben. Előtte Lenin szobra áll

A közigazgatási járások neve, székhelye és 2010. évi népességszáma az alábbi:
| Magyar név               | Orosz név             | Székhely          | Lélekszám |
| ------------------------ | --------------------- | ----------------- | --------- |
| Dorogobuzsi járás        | Дорогобужский район   | Dorogobuzs        | 29 077    |
| Duhovscsinai járás       | Духовщинский район    | Duhovscsina       | 16 658    |
| Gagarini járás           | Гагаринский район     | Gagarin           | 48 928    |
| Glinkai járás            | Глинковский район     | Glinka            | 4 948     |
| Gyemidovi járás          | Демидовский район     | Gyemidov          | 14 039    |
| Hiszlavicsi járás        | Хиславичский район    | Hiszlavicsi       | 9 070     |
| Holm-zsirkovszkiji járás | Холм-Жирковский район | Holm-Zsirkovszkij | 10 717    |
| Jarcevoi járás           | Ярцевский район       | Jarcevo           | 55 803    |
| Jelnyai járás            | Ельнинский район      | Jelnya            | 14 948    |
| Jersicsi járás           | Ершичский район       | Jersicsi          | 7 102     |
| Kardimovói járás         | Кардымовский район    | Kardimovo         | 11 852    |
| Kraszniji járás          | Краснинский район     | Krasznij          | 12 895    |
| Monasztirscsinai járás   | Монастырщинский район | Monasztirscsina   | 10 788    |
| Novoduginói járás        | Новодугинский район   | Novodugino        | 10 477    |
| Pocsinoki járás          | Починковский район    | Pocsinok          | 30 959    |
| Roszlavli járás          | Рославльский район    | Roszlavl          | 76 100    |
| Rudnyai járás            | Руднянский район      | Rudnya            | 25 244    |
| Sumjacsi járás           | Шумячский район       | Sumjacsi          | 10 713    |
| Szafonovói járás         | Сафоновский район     | Szafonovo         | 61 572    |
| Szicsovkai járás         | Сычёвский район       | Szicsovka         | 14 158    |
| Szmolenszki járás        | Смоленский район      | Szmolenszk        | 44 964    |
| Tyemkinói járás          | Темкинский район      | Tyemkino          | 6 348     |
| Ugrai járás              | Угранский район       | Ugra              | 8 916     |
| Velizsi járás            | Велижский район       | Velizs            | 12 248    |
| Vjazmai járás            | Вяземский район       | Vjazma            | 80 436    |

## Gazdaság
Gazdasági szempontból a Szmolenszki terület az Oroszországi Föderáció Központi Gazdasági Körzetéhez tartozik.

### Mezőgazdaság
Mezőgazdaságának legfontosabb ágazata az állattenyésztés, valamint ehhez kapcsolódóan a takarmánynövények termesztése és a tejfeldolgozás. A gabonafélék mellett nagy vetésterületei vannak a lennek, és a városi ellátás szempontjából jelentős a burgonya nagyarányú termesztése is. A gabona és a len zömét nagyobb mezőgazdasági vállalatok állítják elő (2006-ban: a gabona 74%-át, a len 81%-át); a zöldség és a burgonya csaknem teljes egészét a lakossági (háztáji) gazdaságok termelik.

### Ásványkincsek
A terület legfontosabb ásványkincse a barnaszén. Kalóriaértéke ugyan alacsony, de a készletek tekintélyesek (kb. 1,5 milliárd tonna). A központi régiókhoz hasonlóan itt is bőven áll rendelkezésre tőzeg (450 millió tonna), ezen kívül nagyobb mennyiségben dolomit, kréta, mészkő, agyag fordul elő.

### Ipar
A legtöbb központi régióhoz hasonlóan az ipari termelés legnagyobb része a közigazgatási központban koncentrálódik. Szmolenszk repülőgépgyára a kisebb sport-, gyakorló- és mezőgazdasági repülőgépek készítése mellett hadiipari és űrhajózási célokat is szolgál. Kiemelkedőek a kevés nyersanyagot igénylő optikai, mérő- és egyéb műszereket előállító vállalatai („Izmerityel”, „Analitpribor”). Híres gyémántcsiszoló-gyárának („Krisztall”) ékszereit, briliánsait külföldi piacokon értékesítik. Egyéb fontos ágazatok: szerszámgépek és gépkocsi-részegységek gyártása, lámpagyártás, könnyűipar (textil- és cipőipar), fafeldolgozás, élelmiszeripar.
Néhány további ipari város:
- Roszlavl: gépkocsi-részegységek (fékberendezések, üzemanyag-szivattyúk) gyártása; gyémántszerszámok gyára („Almazinsztrument”). Az itteni üveggyár („Szitall”) volt a Szmolenszki terület elsőként (1992-ben) privatizált vállalata, ma az ország egyik legnagyobb kapacitású üvegpalackokat előállító gyára.
- Jarcevo: kohászat és gépgyártás; vegyipar, textilipar, építőanyagipar.
- Szafonovo: villanymotorok és generátorok gyára; hidrometeorológiai és geológiai műszerek, automatikák gyártása („Gidrometpribor”)
- Gyesznogorszk: a Szmolenszktől 150 km-re, az orosz-belarusz határ közelében épült város az itteni atomerőmű igényeit szolgálja. A tőle 3 km-nyire épült atomerőmű három blokkját 1982-ben, 1985-ben és 1990-ben helyezték üzembe.[2] A tervezett negyedik blokk megépítését 1986-ban, a csernobili katasztrófa évében leállították.

### Közlekedés
Autóútjainak hossza 8820 km, sűrűsége 213 km/1000 km² (1999-ben). A legfontosabb, országos és nemzetközi jelentőségű autóutak: Moszkva–Minszk (itteni szakasza 298 km), Orjol–Vicebszk (221 km), Moszkva–Varsó (115 km). A vasúti hálózat hossza 1259 km, sűrűsége 25 km/1000 km², ez közel ötszöröse az országos átlagnak.
Szmolenszk térségében két repülőtér is található, az egyik a Szmolenszki repülőtér, a másik a Szmolenszk-észak katonai repülőtér, ahol 2010 áprilisában a lengyel politikai elit több tagja életét vesztette a Tu–154-es repülőgépük lezuhanása során.